# 諾福克 (內布拉斯加州)
諾福克（英語：Norfolk）位於美國內布拉斯加州麥迪遜縣。成立於1866年。在2010年的人口普查中，人口為24,210人，是內布拉斯加州第九大城市。

## 地理
諾福克位於 42°1′42″N 97°26′01″W (42.0283379, -97.4169964)。根據美國人口普查局的數據，該市總面積為27.92平方公里，其中27.69平方公里為陸地，0.23平方公里為水。

### 文獻
1. ↑  Nebraska Genealogy. .   [2020-11-28]. （原始内容存档于2021-01-17）.
2. ↑  Norfolkne Gov. .   [2020-11-28]. （原始内容存档于2021-04-26）.
3. ↑  . United States Census Bureau.   [July 26, 2020]. （原始内容存档于2021-03-20）.
4. ↑  Worldwide Elevation Map Finder. .   [2020-11-28].
5. ↑  .   [2020-11-28]. （原始内容存档于2020-12-06）.
6. ↑  census.gov. .   [2020-11-28]. （原始内容存档于2019-04-21）.
7. 1 2  U.S. Climate Data. .   [2020-11-28]. （原始内容存档于2020-09-19）.
8. ↑  TIME IS. .   [2020-11-28]. （原始内容存档于2020-12-07）.
9. ↑  zip-codes.com. .   [2020-11-28]. （原始内容存档于2014-04-27）.
10. ↑  . United States Geological Survey. 2007-10-25  [2008-01-31]. （原始内容存档于2012-02-26）.
11. ↑  Yankton daily. .   [2020-11-28]. （原始内容存档于2020-12-07）.
12. ↑  Wayback Machine. .   [2020-11-28]. 原始内容存档于2011-02-20.

### 書籍
- County and City Data Book

## 外部連結
- 官方網站 （页面存档备份，存于）
- County and City Data Book電子書 （页面存档备份，存于）